# Ailsa Bay
Ailsa Bay est une distillerie de whisky créée en 2007 par l’entreprise William Grant & Sons sur le site de sa distillerie de grain Girvan.
La distillerie doit son nom à une île située au large de Girvan, Ailsa Craig
Ailsa Bay a été construite en six mois et est fonctionnement depuis septembre 2007. Son single malt ne sera jamais vendu. Il ne servira qu’à alimenter l’industrie du blending. Pour éviter toute revente sous la forme de single malt, le whisky vendu aux embouteilleurs indépendants sera coupé avec un autre single malt appartenant à William Grant & Sons. Le vatted malt ainsi obtenu sera commercialisé sous le nom de Dalrymple. C’est le même type de fonctionnement qui est utilisé pour la distillerie de Kininvie.
Ailsa Bay produit trois types de whiskies : un tourbé, un peu tourbé et un non tourbé qui se veut être sur le modèle de Balvenie.
Il existe aujourd'hui un single malt commercialisé en Écosse.
Photo en illustration de mai 2018.